# Karin Sundin
Karin Linda Kristina Sundin, född Andersson 7 juli 1972 i Havdhems församling i Gotlands län, är en svensk politiker (socialdemokrat). Hon är ordinarie riksdagsledamot sedan 2022, invald för Örebro läns valkrets.
I riksdagen är hon ledamot i socialutskottet.
2025 blev hon utsedd till årets republikan av Republikanska föreningen. 